# يسبر ستورم
يسبر ستورم (بالدنماركية: Jesper Storm)‏ هو لاعب كرة يد دانمركي. يلعب حاليا مع نادي آرهوس لكرة اليد في الدوري الدنماركي لكرة اليد ويحمل الرقم 23.